# Kartika Airlines
Kartika Airlines es una aerolínea con base en Yakarta, Indonesia. Opera vuelos de cabotaje desde Yakarta. Su base de operaciones principal es el Aeropuerto Internacional Soekarno-Hatta, Yakarta.

## Historia
La aerolínea fue fundada en 2001 y comenzó a operar el 15 de mayo de 2001. Es propiedad de PT Truba. La aerolínea detuvo sus operaciones en noviembre de 2004, pero retomó los vuelos el 15 de junio de 2005 con Mr. Kim J Mulia (Wisma Intra Asia, Jl. Soepomo, Jakarta Selatan).

## Servicios
- Flota Boeing y McDonnell Douglas

- Configuración con primera clase y clase Deluxe para pasajeros y carga.

- Rutas nacionales

- Clase Privilege: Precios especiales para estudiantes y ancianos (mayores de 60 años)

## Destinos[2]
- Batam - Hang Nadim Airport
- Yakarta - Aeropuerto Internacional Soekarno-Hatta Hub
- Jambi - Aeropuerto Sultan Thaha
- Medan - Aeropuerto Internacional Polonia
- Padang - Aeropuerto Internacional Minangkabau
- Palembang - Aeropuerto Sultan Mahmud Badaruddin II
- Pangkal Pinang - Aeropuerto de Pangkal Pinang

## Flota
La flota de Kartika Airlines incluye las siguientes aeronaves: